# A római menekült
A római menekült, avagy A számkivetett (olaszul: L’esule di Roma, ossia Il proscritto) Gaetano Donizetti kétfelvonásos operája (opera seria). A szövegkönyvet Domenico Gilardoni írta Luigi Marchioni Il proscritto romano, ossia Il leone del Caucaso című műve alapján, amely a maga során Louis-Charles Caigniez Androclés, ou Le lion reconnaisant című művét dolgozza fel. A művet 1828. január 1-jén mutatták be először a nápolyi Teatro di San Carlóban. Magyarországon még nem játszották.

## Szereplők
| Szereplő                                                                        | Hangfekvés   | Az ősbemutató szereposztása |
| ------------------------------------------------------------------------------- | ------------ | --------------------------- |
| Murena, szenátor                                                                | basszus      | Luigi Lablache              |
| Argelia, a leánya                                                               | szoprán      | Adelaide Tosi               |
| Emilia, Argelia húga                                                            | néma szerep  |                             |
| Settimio, tribunus                                                              | tenor        | Berardo Winter              |
| Leontina, Argelia barátnője                                                     | mezzoszoprán | Edvige Ricci                |
| Publio, tábornok                                                                | bariton      | Giovanni Campagnoli         |
| Lucio                                                                           | tenor        | Gaetano Chizzola            |
| Fulvio                                                                          | tenor        |                             |
| Murena rokonai, Publio barátai, Argelia rabszolgái, katonák, papok, rabok, nép. |              |                             |

## Cselekménye
- Helyszín: Róma
- Idő: Tiberius uralkodása idején (i.sz. 14-37)

Settimo, akit a császár száműzött Rómából, a halállal dacolva visszatér a városba, hogy még egyszer láthassa szerelmét, Argeliát. Számüzetését tulajdonképpen a lány apja, Murena intézte el, árulással gyanúsítva meg őt. Murenát lelkiismeret furdalás gyötri és fél, hogy Settimo olyan bizonyítékok birtokában van, amelyekkel be tudja bizonyítani ártatlanságát. Annak ellenére, hogy bizonyíthatná ártatlanságát, Settimo mégse árulja el Murenát, a lányra való tekintettel. Ezt a nemes viselkedést látva, Murenán még jobban eluralkodik a bűntudat és bevallja tetteit és beleegyezik Settimo és Argelia házasságába.